# Hippolyte Girardot
Hippolyte Girardot (Boulogne-Billancourt, 10 ottobre 1955) è un attore francese.

## Biografia
Diplomato alla Scuola nazionale di arti decorative, si dedicò all'apprendimento dell'arte drammatica seguendo i corsi di Andréas Voutsinas. La sua carriera inizia con la realizzazione di un certo numero di cortometraggi e quindi nel film di Yannick Bellon Una donna... una moglie (1973). La sua carriera non registrerà partecipazioni a pellicole degne di nota fino al 1980.
Ha quattro figli: una figlia, Ana, avuta con Isabel Otero, attrici anch'esse, e tre figli, Lillah, Isaac e Sven con l'attuale compagna. Non ha invece alcuna relazione di parentela con l'attrice francese Annie Girardot.
Nel 2010 partecipa al film Tutti per uno.

## Filmografia

### Cinema
- Una donna... una moglie (La Femme de Jean), regia di Yannick Bellon (1973)
- Un commissario al di sotto di ogni sospetto (Inspecteur la Bavure), regia di Claude Zidi (1980)
- L'amour nu, regia di Yannick Bellon (1980)
- Le destin de Juliette, regia di Aline Issermann (1982)
- Prénom Carmen, regia di Jean-Luc Godard (1983)
- Scandalo a palazzo (Le bon plaisir), regia di Francis Girod (1984)
- Fort Saganne, regia di Alain Corneau (1984)
- L'amour ou presque, regia di Patrice Gautier (1985)
- Manon delle sorgenti (Manon des sources), regia di Claude Berri (1986)
- L'amant magnifique, regia di Aline Issermann (1986)
- Suivez mon regard, regia di Jean Curtelin (1986)
- Discesa nall'inferno (Descente aux enfers), regia di Francis Girod (1986)
- Les pyramides bleues, regia di Arielle Dombasle (1988)
- Un mondo senza pietà (Un Monde sans pitié), regia di Éric Rochant (1989)
- L'infiltrato (The Man Inside), regia di Bobby Roth (1990)
- La vita sospesa (Hors la vie), regia di Maroun Bagdadi (1991)
- Confessions d'un barjo, regia di Jérôme Boivin (1992)
- La fille de l'air, regia di Maroun Bagdadi (1992)
- Après l'amour, regia di Diane Kurys (1992)
- Toxic affair, regia di Philomene Esposito (1992)
- Le parfum d'Yvonne, regia di Patrice Leconte (1993)
- Storie di spie (Les Patriotes), regia di Éric Rochant (1993)
- Quand j'avais cinq ans je m'ai tué, regia di Jean-Claude Sussfeld (1994)
- Le bel été 1914, regia di Christian de Chalonge (1996)
- La cible, regia di Pierre Courrège (1996)
- Vive la République !, regia di Éric Rochant (1997)
- Poil de Carotte à la recherche du bonheur di Franck Llopis (2002)
- Le tango des Rashevski, regia di Sam Garbarski (2002)
- Mariage et conséquences, regia di Joel Hopkins (2002)
- Nos amis les flics, regia di Bob Swaim (2003)
- I segreti degli uomini (En jouant "Dans la compagnie des hommes"), regia di Arnaud Desplechin (2003)
- Trois couples en quête d'orage, regia di Jacques Otmezguine (2003)
- I re e la regina (Rois et reine), regia di Arnaud Desplechin (2003)
- I colori dell'anima (Modigliani), regia di Mick Davis (2004)
- House of 9, regia di Steven R. Monroe (2004)
- L'amore sospetto (La Moustache), regia di Emmanuel Carrère (2005)
- Incontrôlable, regia di Raffy Shart (2005)
- Paris je t'aime, regia di Olivier Assayas (2005)
- Un an, regia di Laurent Boulanger (2005)
- Le pressentiment, regia di Jean-Pierre Darroussin (2005)
- Lady Chatterley, regia di Pascale Ferran (2005)
- Trahisons, regia di Janluk Penot (2006)
- Où avais-je la tête ?, regia di Nathalie Donnini (2006)
- Je pense à vous, regia di Pascal Bonitzer (2006)
- L'invitato (L'Invité), regia di Laurent Bouhnik (2007)
- Ma place au soleil, regia di Eric de Montalier (2007)
- Racconto di Natale (Un Conte de Noël), regia di Arnaud Desplechin (2008)
- Passe-passe, regia di Tonie Marshall (2008)
- Caos calmo, regia di Antonello Grimaldi (2008)
- Plus tard tu comprendras, regia di Amos Gitai (2008)
- Resolution 819, regia di Giacomo Battiato (2008)
- Espion(s), regia di Nicolas Saada (2009)
- Tutti per uno (Les Mains en l'air), regia di Romain Goupil (2010)
- Schlafkrankheit, regia di Ulrich Köhler (2011)
- Vous n'avez encore rien vu, regia di Alain Resnais (2012)
- La cuoca del presidente (Les Saveurs du palais), regia di Christian Vincent (2012)
- Le Capital, regia di Costa-Gavras (2012)
- Aimer, boire et chanter, regia di Alain Resnais (2014)
- Dove non ho mai abitato, regia di Paolo Franchi (2017)
- I fantasmi d'Ismael (Les Fantômes d'Ismaël), regia di Arnaud Desplechin (2017)
- La padrina - Parigi ha una nuova regina (La daronne), regia di Jean-Paul Salomé (2020)
- Va bene così, regia di Francesco Marioni (2021)
- The French Dispatch of the Liberty, Kansas Evening Sun, regia di Wes Anderson (2021)
- Elisa, regia di Leonardo Di Costanzo (2025)

### Cortometraggi
- Le tigre du jardin des plantes, regia di Jean-Denis Robert (1982)
- Comme les doigts de la main, regia di Éric Rochant (1984)
- French lovers, regia di Éric Rochant (1985)
- I got a woman, regia di Yvan Attal (1997) - solo voce
- Le Créneau, regia di Frédéric Mermoud (2006)

### Televisione
- Jésus, regia di Serge Moati – film TV (1999)
- Si j'étais elle, regia di Stéphane Clavier – film TV (2003)
- Les Mariages d'Agathe – Serie TV (2003)
- Dolmen – Serie TV, 5 episodi (2005)
- L'Affaire Ben Barka di Jean-Pierre Sinapi – film TV (2007)
- Vénus et Apollon – serie TV, 5 episodi (2008)
- Non hai scelta - Il coraggio di una madre (Une chance de trop) – serie TV, 6 episodi (2015)
- Occupied – serie TV, 10 episodi (2015-2017)
- Marseille – serie TV, 8 episodi (2016-2018)
- Le viol - Cronaca di uno stupro (Le Viol), regia di Alain Tasma – film TV (2017)
- Paris, etc. - serie TV, 12 puntate (2017)
- Irma Vep - La vita imita l'arte (Irma Vep) – miniserie TV, 6 puntate (2022)

## Teatro
- 1997: La Terrasse di Jean-Claude Carrière
- 2001: Amy's view di David Hare

## Doppiatori italiani
Nelle versioni in italiano delle opere in cui ha recitato, Hippolyte Girardot è stato doppiato da:
- Teo Bellia in I fantasmi d'Ismael, La padrina - Parigi ha una nuova regina
- Walter Rivetti in I segreti degli uomini
- Franco Mannella in I re e la regina
- Antonio Sanna in L'amore sospetto
- Oliviero Dinelli in La cuoca del presidente
- Massimo De Ambrosis in Irma Vep - La vita imita l'arte